# La mia casa in Umbria
La mia casa in Umbria è un film per la televisione del 2003, diretto da Richard Loncraine e tratto dall'omonimo romanzo di William Trevor, interpretato fra gli altri da Maggie Smith e Chris Cooper.
È andato in onda negli Stati Uniti sul canale HBO, mentre in Italia è stato trasmesso sul canale satellitare della piattaforma SKY Sky Cinema, e successivamente in chiaro su Rai Uno.

## Trama
In seguito ad un attacco terroristico ai danni di un treno su cui viaggiavano diverse persone, la scrittrice Emily Delahunty (Maggie Smith) offre la sua casa in Umbria, utilizzata come pensione per turisti, come temporaneo rifugio per i pochi sopravvissuti che viaggiavano con lei nella stessa carrozza. Emily stringe un particolare rapporto con Aimee, la bambina che viaggiava nello stesso scompartimento con i genitori, rimasti uccisi nell'attacco terroristico. Tuttavia, quando il signor Thomas Riversmith (Chris Cooper), zio della bambina, si presenta alla pensione per riportare la nipote negli Stati Uniti, Emily è un po' contrariata ed inizia un tormentato rapporto di odio e ammirazione verso lo zio della bambina.

## Riprese
- Gran parte delle scene sono state girate in Italia, a Cinecittà, Roma, Siena e in Toscana.